# Karim Ghellab

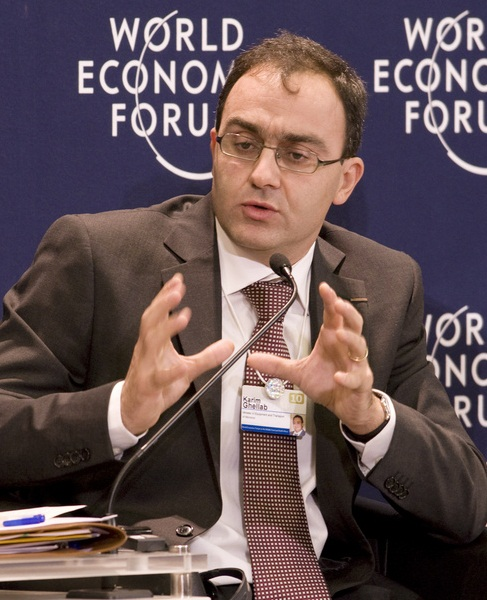
Fotografía de Karim Ghellab

M. Karim Ghellab (Rabat, 1966) es un político marroquí, miembro del partido Istiqlal y Ministro de Equipamiento y Transporte de Marruecos en 2007.

## Carrera política
Ghellab es ingeniero diplomado de la Escuela de Caminos, Canales y Puertos de París. Inició su carrera profesional en una consultoría en Francia para integrarse más tarde en el equipo de dirección del Ministerio de Equipamiento marroquí en destinos menores, hasta que fue nombrado Director de Programas y Estudios. En 2001 ocupó la Dirección General de Ferrocarriles, para terminar siendo nombrado Ministro.